# Francis Salles
 (mars 2020).
Francis Sallès (1926-2003) est un artiste peintre français qui a fait partie de la Nouvelle figuration.

## Biographie
Francis Sallès est né à Saint-Maur-des-Fossés en 1926.
Il fait partie des artistes exposés par Mathias Fels lors de l'exposition Nouvelle figuration II en 1962.
Il meurt en 2003 à Paris.

## Expositions individuelles et collectives (sélection)
- 1956, À propos de Hultberg, Moreni, Salles, galerie Rive Droite, Paris
- 1957, Incantations, galerie Kootz, New York
- 1958, Francis Salles, galerie Stadler, Paris
- 1960, New trends in french painting, galerie Franz Bader, Washington
- 1962, Nouvelle figuration II, galerie Mathias Fels, Paris
- 1965, Francis Salles, galerie Europe, Paris
- 1976, Francis Salles, galerie Ariel, Paris
- 1989, Francis Salles, galerie Jacques Barbier & Caroline Beltz, Paris

## Catalogues expositions
- Georges Boudaille, Francis Salles, Galerie Ariel, Paris, décembre 1976[2].
- Michel Ragon, Galerie Mathias Fels, Nouvelle figuration II : Baj, Christoforou, Hultberg, Lindström, Messagier, Petlin, Pouget, Rebeyrolle, Salles, Tal Coat, Galerie Mathias Fels, Paris, du 1er juin au 1er juillet 1962[3].
- Galerie Europe, Francis Salles, exposition mars 1965, galerie Europe, Paris, 1965.
- Georges Boudaille, À propos de l'exposition des œuvres de Francis Salles, Galerie Ariel, décembre 1976[4].